# Zendium

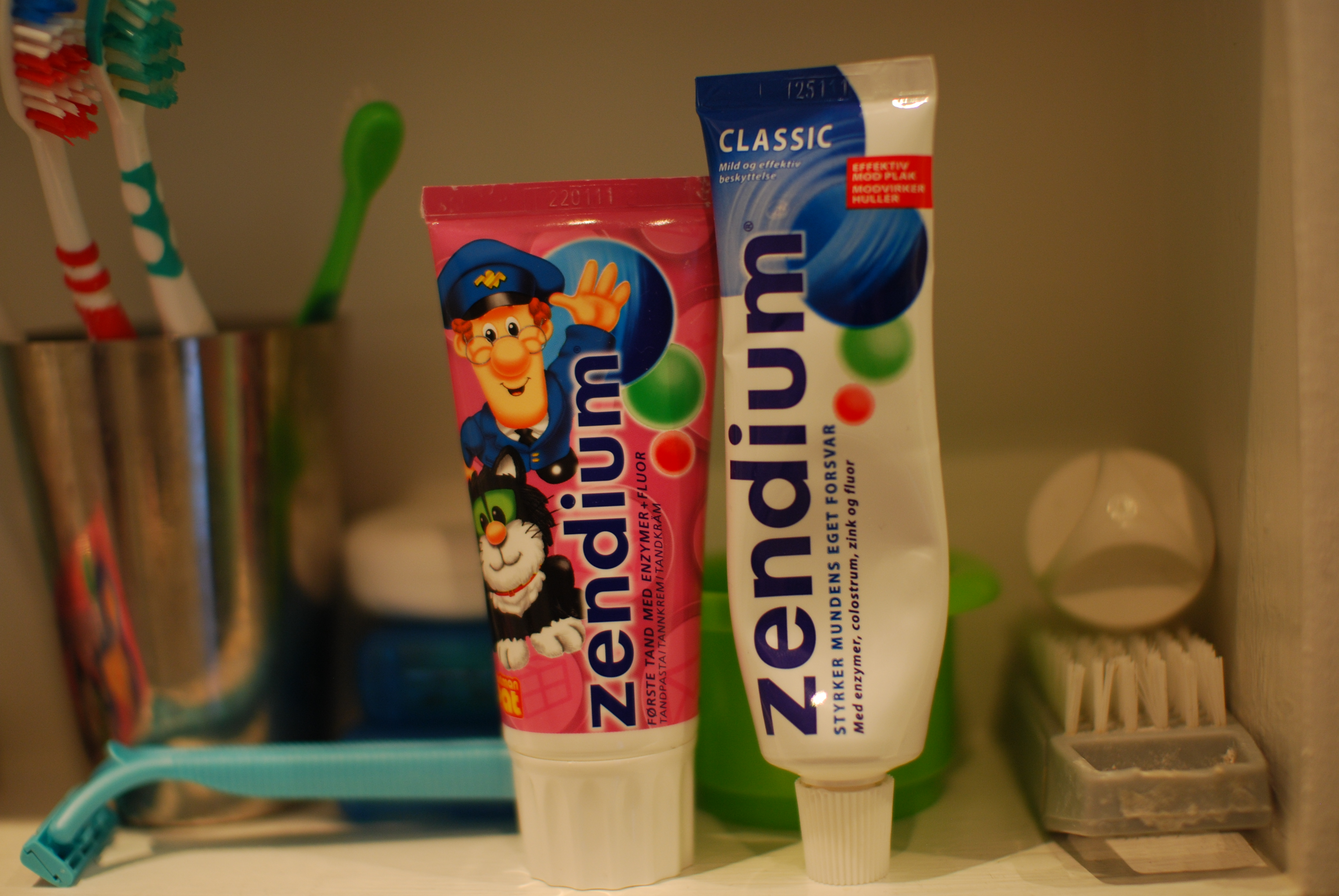
Tandkrämstuber från Zendium.

Zendium är ett varumärke för fluortandkräm som marknadsförs av Unilever i främst Europa. Zendium lanserades i Nederländerna av doktor Henk Hoogendoorn efter studier sedan 1969. Tandkrämen innehåller naturliga enzymer och proteiner som ska gynna munhälsan.